# ISO 3166-2:MU
ISO 3166-2:MU este o secțiune a ISO 3166-2, parte a standardului ISO 3166, publicat de Organizația Internațională de Standardizare (ISO), care definește codurile pentru subdiviziunile statului Mauritius (a cărui cod ISO 3166-1 alpha-2 este MU).
În prezent, 5 orașe, 3 dependențe și 9 districte au alocate coduri. Fiecare cod începe cu MU-, urmat de două litere.

## Codurile actuale
Codurile și numele diviziunilor sunt listate așa cum se regăsesc în standardul publicat de Agenția de Mentenanță a standardului ISO 3166 (ISO 3166/MA). Faceți click pe butonul din capul listei pentru a sorta fiecare coloană.
| Cod   | Nume subdiviziune                | Tip subdiviziune |
| ----- | -------------------------------- | ---------------- |
| MU-BR | Beau Bassin-Rose Hill            | oraș             |
| MU-CU | Curepipe                         | oraș             |
| MU-PU | Port Louis                       | oraș             |
| MU-QB | Quatre Bornes                    | oraș             |
| MU-VP | Vacoas-Phoenix                   | oraș             |
| MU-AG | Insula Agalega                   | dependență       |
| MU-CC | Cargados Carajos [Saint Brandon] | dependență       |
| MU-RO | Insula Rodrigues                 | dependență       |
| MU-BL | Black River                      | district         |
| MU-FL | Flacq                            | district         |
| MU-GP | Grand Port                       | district         |
| MU-MO | Moka                             | district         |
| MU-PA | Pamplemousses                    | district         |
| MU-PW | Plaines Wilhems                  | district         |
| MU-PL | Port Louis                       | district         |
| MU-RR | Rivière du Rempart               | district         |
| MU-SA | Savanne                          | district         |